# Pseudo-aléatoire

Représentation graphique d'une suite pseudoaléatoire.

Le terme pseudo-aléatoire est utilisé en mathématiques et en informatique pour désigner une suite de nombres qui s'approche d'une suite véritablement aléatoire.
Par définition, une suite engendrée par un algorithme ne peut être véritablement aléatoire (elle est déterministe, donc prévisible). Le mieux que puisse faire un algorithme est de simuler le plus parfaitement possible les caractéristiques statistiques d'une suite véritablement aléatoire.
La plupart des procédés cryptographiques utilisent des graines, qui permettent d'engendrer ces suites de manière déterministe. Celles-ci sont généralement suffisantes face à une cryptanalyse, même si un réel aléa serait préférable (voir « Suite aléatoire »).